# Przednie Zielone
Przednie Zielone (słow. Predné zelené) – wzniesienie w Dolinie Rohackiej w słowackich Tatrach Zachodnich. Nazwa pochodzi od tego, że w porównaniu ze skalistymi i nagimi, wznoszącymi się powyżej niego szczytami Trzech Kop, Hrubej Kopy i Banówki jest intensywnie zielone – porośnięte lasem i kosodrzewiną. W najwyższym punkcie osiąga wysokość 1732 m n.p.m., nie ma jednak charakteru szczytu górskiego, tworzy stosunkowo płaski grzbiet i trzy tarasy, na których znajdują się Rohackie Stawy.

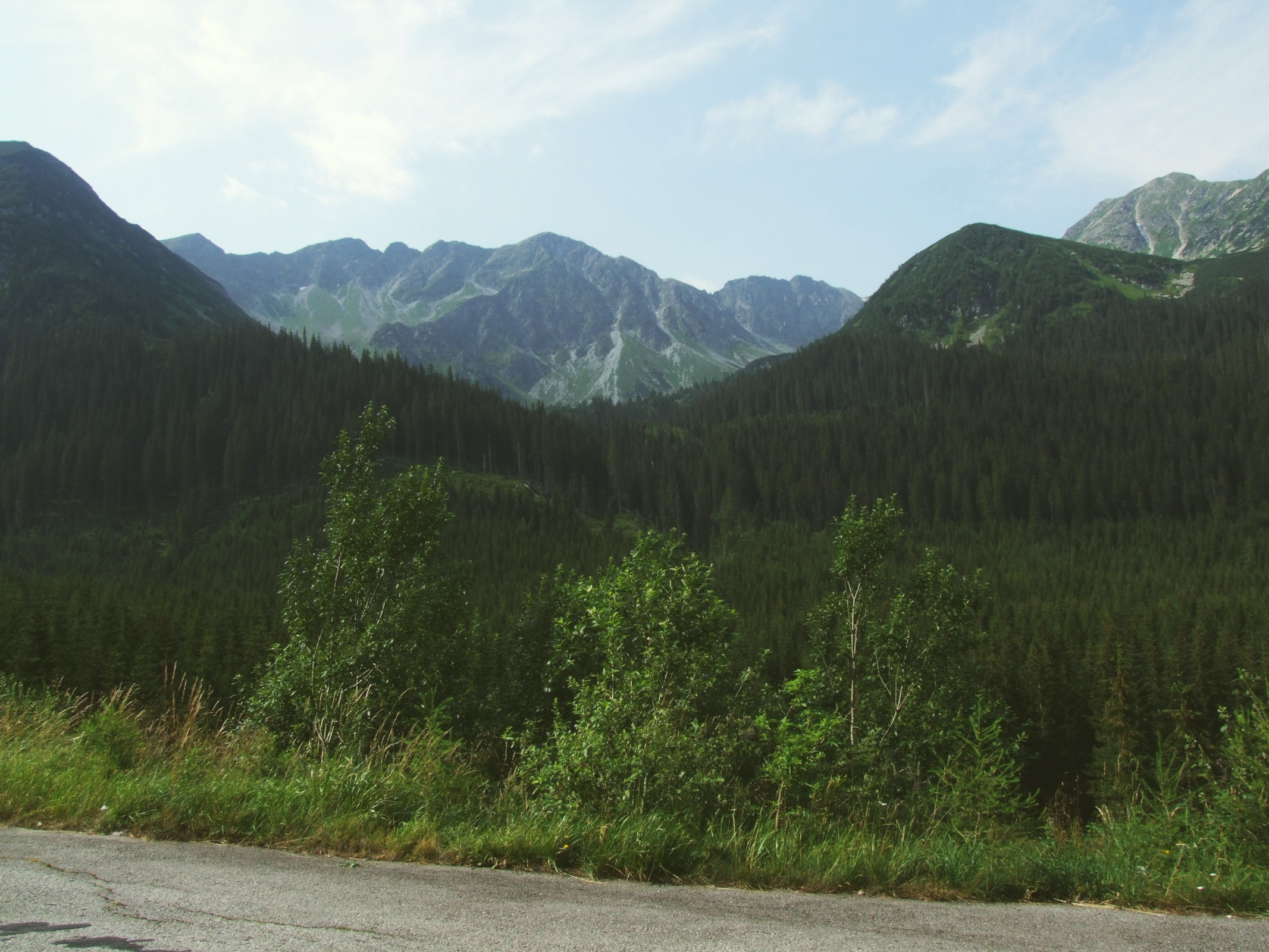
Przednie Zielone po lewej stronie wylotu Doliny Spalonej

Dla geomorfologów Przednie Zielone i jego tarasy stanowią unikat morfologiczny, co zauważył już Adam Gadomski w 1929 r. Bronisław Halicki uważał, że wyżni taras to dno zniszczonego erozją zbiornika firnowego, obecnie wypełnione wodą (Wyżni Staw Rohacki), taras środkowy, w którym znajdują się Pośrednie Stawy Rohackie, to rynna wyrzeźbiona przez lodowiec, zaś taras dolny to kocioł lodowcowy, obecnie wypełniony wodą Niżniego Rohackiego Stawu.
Przednie Zielone oddziela od siebie dolną część dwóch odgałęzień Doliny Rohackiej: Dolinę Smutną od Doliny Spalonej. Jego północne zbocza opadają dość stromo do Rohackiego Potoku. Również od strony Doliny Spalonej zbocza są strome, natomiast do Doliny Smutnej opadają łagodnie. W południowym kierunku sąsiaduje z Zielonym Wierchem Rohackim.

## Szlaki turystyczne
– zielony od Bufetu Rohackiego, dolną częścią Doliny Smutnej, obok Rohackich Stawów do Wyżniego Stawu i dalej na Banikowską Przełęcz.
- Czas przejścia od bufetu do Wyżniego Stawu: 1:30 h, ↓ 1 h
- Czas przejścia znad Wyżniego Stawu na przełęcz: 2:05 h, ↓ 1:35 h

  – niebieski od skrzyżowania ze szlakiem zielonym przy Wyżnim Stawie Rohackim, obok Rohackich Wodospadów do rozdroża szlaków na placu Adamcula przy szosie prowadzącej Doliną Rohacką. Odległość 7 km, różnica wzniesień 320 m. Czas przejścia: 1:10 h, ↑ 1:30 h